# Victoire de la révélation variétés masculine
La Victoire de la révélation variétés masculine de l'année est une ancienne récompense musicale française décernée annuellement lors des Victoires de la musique entre 1987 et 1996. Elle venait primer le meilleur artiste interprète masculin de variétés révélé dans l'année, selon les critères d'un collège de professionnels.

## Palmarès

### Années 1980
- 1987 : L'Affaire Louis' Trio[1]
- 1988 : Florent Pagny

### Années 1990
- 1990 : Philippe Lafontaine
- 1991 : Art Mengo
- 1992 : Nilda Fernández
- 1993 : Arthur H
- 1994 : Thomas Fersen
- 1995 : Gérald de Palmas
- 1996 : Ménélik